# Aphanogmus abdominalis
Aphanogmus abdominalis är en stekelart som först beskrevs av Thomson 1858.  Aphanogmus abdominalis ingår i släktet Aphanogmus och familjen pysslingsteklar. Arten är reproducerande i Sverige. Inga underarter finns listade i Catalogue of Life.